# 埃尔德什-波温常数
埃尔德什-波温常数是所有梅森数的倒数之和。
根据定义，它是：
{\displaystyle E=\sum _{n=1}^{\infty }{\frac {1}{2^{n}-1}}\approx 1.606695152415291763\dots }
也可以写成以下的形式：
{\displaystyle E=\sum _{n=1}^{\infty }{\frac {1}{2^{n^{2}}}}{\frac {2^{n}+1}{2^{n}-1}}}
{\displaystyle E=\sum _{m=1}^{\infty }\sum _{n=1}^{\infty }{\frac {1}{2^{mn}}}}
{\displaystyle E=1+\sum _{n=1}^{\infty }{\frac {1}{2^{n}(2^{n}-1)}}}
{\displaystyle E=\sum _{n=1}^{\infty }{\frac {\sigma _{0}(n)}{2^{n}}}}
其中σ0(n) = d(n)是因子函数，它是一个积性函数，是n的正因子的数目。
埃尔德什在1948年证明了E是一个无理数。